# 扶桑文化会館
扶桑文化会館（ふそうぶんかかいかん）は、愛知県丹羽郡扶桑町にある多目的ホール。

## 概要
1995年（平成7年）3月竣工。同年6月24日に開館し、開館記念式典及び人間国宝の中村鴈治郎による祝儀舞が披露された。設計者は建築家の山崎泰孝。総工費約17億7000万円。
当時、近隣市町に多目的のホールがいくつもあったため、「同じような会館を造っても仕方がない。歴史を踏まえて、特色のあるものを造ろう」と意見がまとまった。扶桑町には、明治から大正にかけて活躍した歌舞伎役者の小室仲太郎がいて、伝統芸能に親しむ土壌もあった。
開館後は毎年の歌舞伎公演を始め、幅広い分野にわたっての事業を催し、扶桑の芸術、文化活動が一段と盛んになった。1995年度、第3回愛知まちなみ建築賞受賞。
2025年（令和7年）6月24日、開館30周年を迎える。

## 特色
一般に市民会館のような建物は「多目的ホール」のような造りが多い中、この会館は歌舞伎など古典芸能の公演に適した、公立館としては異色のホールである。まるで芝居小屋のような雰囲気で、多くの演者を迎え入れることで伝統芸能の普及にも貢献してきた。こけら落とし公演の中村鴈治郎を始め、狂言の野村万作・野村萬斎親子、中村獅童（歌舞伎）、春風亭小朝（落語）、東儀秀樹（雅楽）などが舞台に立ってきた。最大の特徴は、演者と客席の近さで、最後列でも17列目で、演者の表情まではっきり見える。後方ほど位置が高くなる傾斜も他のホールほど急ではなく、1階席ならほぼ同じ目線で見られる。

## 施設

### ホール
ホールは個性的で、歌舞伎や落語など伝統芸能を念頭に置いた造りになっており、能舞台の仕様にも切り替えられる。舞台は間口16.2メートル、奥行16.2メートルの正方形であり、プロセニアム・アーチの高さは9メートルである。客席は計746席であり、1階に520席、2階に226席ある。舞台は大ホールの規模、客席は中ホールの規模である。舞台の最前部から1階の最後列までの距離は17メートルであり、舞台と客席が近い設計である。

### 花道
舞台までの長さが15メートル、幅1.5メートルで、人物を照らすフットライトも付いている。
2023年（令和5年）1月11日から花道が常設になった。歌舞伎専用ではないホールに花道が常設されるのは全国的にも稀で、町は「オリジナリティーあふれる公演ができるようになる」と意図を説明。当会館はもともと日本の伝統芸能の公演に特化した造りになっていて、花道もオープンした1995年から使われてきた。常設ではないため、「松竹大歌舞伎」の公演時などに一部座席を撤去して仮設してきた。ただ、8人で作業しても取り付けに5時間かかるうえ、収容人数も収入も減るとあって使われるのは多くても年3回だった。特に、新型コロナウイルスの影響で大歌舞伎が中止になった2020年から3年間では1度も使われていなかった。そんな中、町は2022年度から会館運営の見直しを進め、花道の積極活用に舵を切った。多くの観客を入れることより、いっそ席数を犠牲にしてでも客や舞台利用者の満足度を上げる方針に変更した。コロナで満席にするのが難しくなったことも背景にある。常設により客席は51減って685席になった。歌舞伎をはじめとした古典芸能で重宝されるのはもちろん、コンサートや講演会でも人気の舞台装置だという。

## 館長
- 松原薫 - 9代目館長。2023年（令和5年）4月1日就任[6]。生涯学習課長と兼任。

### 歴代館長
- 小川健 - 8代目館長。2020年（令和2年）4月1日就任[7]。2023年（令和5年）3月31日退任。
- 大脇綾子 - 7代目館長[3]。2017年（平成29年）4月1日就任[8]。2020年（令和2年）3月31日退任。

## 利用案内
- 開館時間 : 9時から17時
- 休館日 : 月曜日・火曜日
- アクセス : 名鉄犬山線 扶桑駅で下車して徒歩で約10分。

## 周辺
- 文化の小径 - 扶桑駅から文化会館までを結ぶ街道。
- 扶桑町図書館
- 扶桑町中央公民館
- 扶桑町立扶桑北中学校
- 扶桑駅前郵便局
- 扶桑町役場
- 扶桑駅